# كاتيا بونياتيشفيلي
خاتيا بونياتيشفيلي (بالإنجليزية: Khatia Buniatishvili)‏ (إسمها باللغة الجورجية ხატია ბუნიათიშვილი) عازفة بيانو كلاسيكي جورجية ولدت في يوم 21 يونيو 1987 في مدينة تبليسي عاصمة جورجيا. 

## نشأتها
تعلمت عزف البيانو من أمها وهي بعمر 3 سنوات، وعزف أول عرض أوركسترا وهي في عمر 6 سنوات، وتنقلت في عمرها الصغير في العزف في عدة مناطق في العالم من أوروبا وروسيا وأوكرانيا وأرمينيا وإسرائيل والولايات المتحدة.

## روابط خارجية
- كاتيا بونياتيشفيلي على موقع IMDb (الإنجليزية)
- كاتيا بونياتيشفيلي على موقع ميوزك برينز (الإنجليزية)
- كاتيا بونياتيشفيلي على موقع أول ميوزيك (الإنجليزية)
- كاتيا بونياتيشفيلي على موقع ديسكوغز (الإنجليزية)
- كاتيا بونياتيشفيلي على موقع قاعدة بيانات الفيلم (الإنجليزية)
- الموقع الرسمي